# Катастрофа Fokker 100 в Сан-Паулу
Катастрофа Fokker 100 в Сан-Паулу — крупная авиационная катастрофа, произошедшая в четверг 31 октября 1996 года. Авиалайнер Fokker 100 авиакомпании TAM Transportes Aéreos Regionais выполнял регулярный внутренний рейс JJ402 по маршруту Сан-Паулу—Рио-де-Жанейро—Ресифи, но всего через 24 секунды после взлёта в результате самопроизвольного включения реверса тяги двигателя № 2 (правого) накренился вправо, перешёл в сваливание и рухнул в густонаселённый район Сан-Паулу. В катастрофе погибли 99 человек — все находившиеся на борту самолёта 95 человек (89 пассажиров и 6 членов экипажа) и 4 человека на земле.
На тот момент это была вторая по числу жертв авиакатастрофа в истории бразильской авиации, в настоящий момент (2020 год) — четвёртая. Также это крупнейшая катастрофа в истории самолёта Fokker 100.

## Самолёт
Fokker 100 (регистрационный номер PT-MRK, серийный 11440) был выпущен в 1993 году (первый полёт совершил 8 февраля под тестовым б/н PH-LXD). Ранее принадлежал авиакомпании Sempati Air, которой владел президент Индонезии Хаджи Мухаммед Сухарто. 28 августа 1993 года был куплен авиакомпанией TAM Transportes Aéreos Regionais. Оснащён двумя двухконтурными турбореактивными двигателями Rolls-Royce Tay 620-15. В апреле 1996 года был окрашен в специальную голубую ливрею с надписью «NUMBER 1», относящуюся к премии «REGIONAL AIRLINE OF THE YEAR», которая была присуждена авиакомпании TAM Transportes Aéreos Regionais журналом «Air Transport World». На день катастрофы налетал 8171 час.

## Экипаж
Состав экипажа рейса JJ402 был таким:
- Командир воздушного судна (КВС) — 45-летний Жозе Антониу Морену (порт. José Antônio Moreno). Опытный пилот, проработал в авиакомпании TAM Transportes Aéreos Regionais 18 лет (с 1978 года). Налетал 6433 часа, 2392 из них на Fokker 100.
- Второй пилот — 27-летний Рикарду Луиш Гомеш (порт. Ricardo Luiz Gomes). Опытный пилот, проработал в авиакомпании TAM Transportes Aéreos Regionais 8 лет (с 1988 года). Налетал свыше 3000 часов, свыше 230 из них на Fokker 100[4].

В салоне самолёта работали четверо бортпроводников:
- Флавия Фузетти Фернандес (порт. Flávia Fuzetti Fernandes), 22 года.
- Джанаина дос Сантос (порт. Janaína dos Santos), 19 лет.
- Марсело Биното (порт. Marcelo Binoto), 29 лет.
- Маречелли Карнейро (порт. Marecelli Carneiro), 21 год.

## Катастрофа
В 08:25 BRST экипаж рейса JJ402 получил разрешение на взлёт с ВПП № 17R, ветер был 060°. В 08:26:00 РУДы были переведены во взлётный режим. Через 10 секунд раздался двойной перезвон, после чего КВС предупредил: O autothrottle tá fora (Автомат тяги выключен), и второй пилот установил тягу вручную, сообщив командиру: Тяга установлена, тем самым подтверждая, что взлётная мощность отрегулирована и проверена. В 08:26:19 самолёт ускорился до 148 км/ч, второй пилот указал «V1» в 08:26:32. 2 секунды спустя самолёт оторвался от ВПП и набрал скорость 242 км/ч.
В 08:26:36 датчик «воздух/земля» переключился с «земля» на «воздух». Когда скорость полёта увеличилась до 251 км/ч и самолёт набирал высоту под углом 10°, самолёт тряхнуло и мощность двигателя № 2 (правый) снизилась с 1,69 до 1,34. На самом деле двигатель перешёл в режим реверса тяги. Впоследствии один из очевидцев катастрофы подтвердил, что видел как минимум два полных цикла открытия и закрытия ковша реверса тяги двигателя № 2 во время короткого полёта.
Потеря мощности правого двигателя вызвала резкий крен вправо и командир задействовал левый руль и левый элерон, чтобы выровнять лайнер. Второй пилот выдвинул вперёд оба рычага тяги, но они почти сразу задвинулись назад, тяга двигателя № 1 упала до 1,33, а двигателя № 2 до 1,13. Не понимая характер неисправности, оба пилота снова тщетно передвигают рычаги тяги вперёд. В 08:26:44 КВС приказал выключить автомат тяги. Секундой позже рычаг тяги двигателя № 2 снова задвинулся назад и оставался на холостом ходу в течение двух секунд, скорость полёта упала до 233 км/ч. В 08:26:48 второй пилот сказал командиру, что он выключил автомат тяги, а затем снова перевёл рычаг тяги двигателя № 2 до упора вперёд. Мощность обоих двигателей в тот момент достигла 1,72.
С включенным реверсом тяги этот маневр заставил скорость самолёта уменьшаться ещё быстрее (до 4 км/ч в секунду). В 08:26:55 на вибросигнализаторе штурвала сработало предупреждение о сваливании, угол крена вправо достиг недопустимые 39°, зазвучал сигнал GPWS «DON’T SINK!». В 08:27:02 рейс JJ402 на полной скорости рухнул на густонаселённый район Сан-Паулу и полностью разрушился, разрушив несколько зданий. Погибли все 89 пассажиров и 6 членов экипажа на борту рейса 402 и ещё 4 человека на земле, ещё несколько человек на земле получили ранения различной степени тяжести.

## Расследование
Расследование причин катастрофы рейса JJ402 проводил Национальный комитет по расследованию авиационных инцидентов (CENIPA).
В последующем расследовании было обнаружено, что лётный экипаж не был подготовлен к такому происшествию, поскольку производитель самолёта, компания Fokker, счёл вероятность отказа настолько маловероятной, что в обучении для выхода из такого состояния не было необходимости.

## Культурные аспекты
Катастрофа рейса 402 показана в 15 сезоне канадского документального телесериала «Расследования авиакатастроф» в эпизоде «Кровавая баня в Сан-Паулу».